# کریستیان رمون
کریستیان رمون (فرانسوی: Christian Raymond‎؛ زادهٔ ۲۴ دسامبر ۱۹۴۳) دوچرخه‌سوار اهل فرانسه است.